# ハリー・ペイン・ホイットニー

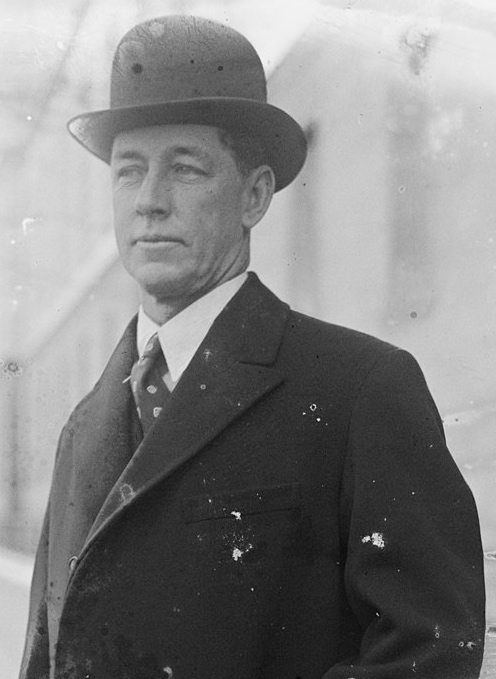
ハリー・ペイン・ホイットニー

ハリー・ペイン・ホイットニー（Harry Payne Whitney, 1872年4月29日 - 1930年10月26日）は、アメリカ合衆国の実業家、馬主。ホイットニー家の一員で、一族の基礎となったウィリアム・コリンズ・ホイットニーの息子である。

## 生涯

### 青年期
マサチューセッツ州グロットンのグロットン・スクールからイェール大学へと進学し、同大学のスカル・アンド・ボーンズに参加した後の1894年に法学の学位を得て卒業した。
1904年に父ウィリアムが死去、父の遺産のうち2400万ドル相当の資産を相続した。また、1917年にはおじのオリヴァー・ハザード・ペインの遺産約1200万ドル相当も受け取っている。
ヴァンダービルト家出身のガートルード・ヴァンダービルトと結婚し、その間に1男2女を儲けた。この関係でヴァンダービルト家の事業にも関わり、ロングアイランド公園道路の取締役会にも出席した。
ハリーは篤志家として多くの事物に携わった。1920年、ハリーはアメリカ自然史博物館の研究チーム、および鳥類学者ロロ・ベックで編成された、太平洋島嶼地域の植物・鳥類の調査隊に出資した。この調査は12年に亘って続けられている。

### スポーツ活動
ハリーは父譲りの熱心なポロプレイヤーでもあり、1909年には後にイングランド代表を破った全米ポロチームを結成している。後述するサラブレッド競馬以外に、1915年にはポロ競技用の競技馬の生産牧場も開設している。
また、モントークヨットクラブの取締役を務め、自身も所有のヨット・ヴァニティー号をアメリカスカップに出場させている。
ハリーはクイルハンティング（ウズラ狩り）も嗜んだ。1920年頃には、フロリダ州にあった14000エーカーのハンティング用地を購入している。

### 馬主業
父からハリーに受け継がれた遺産の中には、牧場や競走馬など競馬に係わるものも多かった。ハリーもまた競馬に深く係わり、20世紀初頭のアメリカ競馬界の牽引役となった。
当初遺産として引き継がれたものには種牡馬ハンバーグなどがおり、なかでも当時2歳でデビュー前であった牝馬アートフルは8戦6勝で81,125ドルもの賞金を稼ぎだした。
最初の頃はハンバーグを、後にブルームスティックを主幹の種牡馬にして競走馬を生産し、ウィスクブルームに代表されるような名競走馬を多く作りだした。ハリーはアメリカ最優秀生産者に8度選ばれ、また所有したステークス競走勝ち馬は約200頭にものぼる。以下は代表的な所有馬。
- アートフル (Artful) - 1902年生、牝馬。フューチュリティステークスなど。アメリカ殿堂馬。
- ターニャ (Tanya) - 1905年生、牝馬。ベルモントステークスなど。
- バーゴマスター (Burgomaster) - 1906年生、牡馬。ベルモントステークスなど。
- ウィスクブルーム (Whisk Broom II) - 1907年生、牡馬。ニューヨークハンデキャップ三冠など。アメリカ殿堂馬。
- リグレット (Regret) - 1915年生、牝馬。ケンタッキーダービーなど。アメリカ殿堂馬。
- ジョーレン (Johren) - 1915年生、牡馬。ベルモントステークスなど。
- ヴィクトリアン (Victorian) - 1928年生、牡馬。プリークネスステークスなど。
- ウィスクリー (Whiskery) - 1927年生、牡馬。ケンタッキーダービーなど。
- エクイポイズ (Equipoise) - 1928年生、牡馬。メトロポリタンハンデキャップなど。アメリカ殿堂馬。

上記以外にもクラシックホースを所有しており、なかでもプリークネスステークス勝ち馬が6頭も存在した。この記録は、後にカルメットファームに抜かれるまでの間、同競走の最多勝利記録であった。
ハリーの所有した牧場と資産は、その後息子のコーネリアス・ヴァンダービルト・ホイットニーに引き継がれている。

### 晩年
1930年10月26日、ハリーは58歳でこの世を去った。その遺骸はニューヨーク市ブロンクスのウッドローン墓地に葬られている。
タイム誌はハリーの没後、ニューヨーク州がハリーの死亡時点での資産を6280万8000ドルと見積もったと報じた。また、スポーツ関連の絵画はイェール大学アートギャラリーに寄贈された。

## 家族
- 父親: ウィリアム・コリンズ・ホイットニー (William Collins Whitney, 1841-1904)
- 母親: アン・カロライン・ギルモア (Ann Caroline Gilmore, 1835-1873)

- 妻: ガートルード・ヴァンダービルト (Gertrude Vanderbilt Whitney, 1875-1942)

- 子供:
  - フローラ・ペイン・ホイットニー (Flora Payne Whitney, 1897-1986)
  - コーネリアス・ヴァンダービルト・ホイットニー (Cornelius Vanderbilt Whitney, 1899-1992)
  - バーバラ・ホイットニー (Barbara Whitney, 1903)

- 兄弟姉妹:
  - ポーリン・ペイン・ホイットニー (Pauline Payne Whitney, 1874-1916)
  - ウィリアム・ペイン・ホイットニー (William Payne Whitney, 1876-1927)
  - オリヴァー・ホイットニー (Olive Whitney, 1878-1883)
  - ドロシー・ペイン・ホイットニー (Dorothy Payne Whitney, 1887-1968)

- 姪:
  - ベアトリス・ストレイト (Beatrice Whitney Straight, 1914-2001) ※妹ドロシーの娘、オスカー女優